# 島根県小学校の廃校一覧
島根県小学校の廃校一覧（しまねけんしょうがっこうのはいこういちらん）は、島根県内の廃校になった小学校の一覧。対象となるのは、学制改革（1947年）以降に廃校となった小学校、および分校である。学校名は廃校当時のもの。廃校時に小学校が所在した自治体がその後合併により消滅している場合は、現行の自治体に含める。また現在休校中の県内の小学校（および分校）も、参考として記載する。
（）内は、廃校になった年（もしくは休校になった年）である。

## 市部

### 松江市
- 松江市立北堀小学校（1969年法吉小と統合し松江市立城北小学校へ）[1]
- 松江市立法吉小学校（1969年北堀小と統合し城北小へ）[1]
- 松江市立大野小学校魚瀬分校（1970年）[2]
- 松江市立白潟小学校（1995年朝日小と統合し松江市立中央小学校へ）[3]
- 松江市立朝日小学校（1995年白潟小と統合し中央小へ）[3]
- 松江市立美保関北小学校（2006年統合により松江市立美保関小学校へ）[4]
- 松江市立美保関東小学校（同上）[4]
- 松江市立千酌小学校（同上）[4]
- 松江市立中島小学校（2010年松江市立秋鹿小学校へ統合）[5]
- 松江市立長江小学校（2011年松江市立古江小学校へ統合）[6]
- 松江市立八束小学校（2018年松江市立義務教育学校八束学園へ移行）[7]
- 松江市立玉湯小学校（2021年玉湯中、大谷小と統合し松江市立義務教育学校玉湯学園へ移行）[8]
- 松江市立大谷小学校（2021年玉湯中、玉湯小と統合により松江市立義務教育学校玉湯学園へ）[8]
- 八雲村立岩坂小学校（1964年統合により松江市立八雲小学校〈当時：八雲村立〉へ）[9]
- 八雲村立熊野小学校（同上）[9]
- 八雲村立平原小学校（1951年岩坂小平原分校となり、1964年八雲小へ統合）[9]
- 鹿島町立講武小学校（1975年御津小と統合し東小〈現：松江市立鹿島東小学校〉へ）[10]
- 鹿島町立御津小学校（1975年講武小と統合し東小へ）[10]
- 鹿島町立恵曇小学校片句分校（1979年）[11]
- 美保関町立福浦小学校〈初代〉（1960年統合により福浦小〈2代目〉へ）[4]
- 美保関町立七類小学校諸喰分校（同上）[4]
- 美保関町立美保関小学校雲津分校（同上）[4]
- 美保関町立森山小学校下宇部尾分校（1968年）[4]
- 美保関町立片江小学校（2001年七類小と統合し美保関北小へ）[4]
- 美保関町立七類小学校（2001年片江小と統合し美保関北小へ）[4]
- 美保関町立福浦小学校〈2代目〉（2001年統合により美保関東小へ）[4]
- 美保関町立森山小学校（同上）[4]
- 美保関町立美保関小学校〈旧〉（同上）[4]※2006年に新設された「松江市立美保関小学校」とは、所在地が異なる。
- 島根町立加賀小学校（2005年統合により松江市立島根小学校〈当時：島根町立〉へ）[12]
- 島根町立大芦小学校（同上）[12]
- 島根町立野波小学校（同上）[12]
- 八束町立八束小学校江島分校（1969年）[13]
- 東出雲町立上意東小学校（1970年松江市立揖屋小学校〈当時：東出雲町立〉へ統合）[14]

### 浜田市
- 浜田市立大麻小学校
- 浜田市立美川東小学校（1968年浜田市立美川小学校へ統合）[15]
- 浜田市立佐野小学校宇津井分校（1970年）[16]
- 浜田市立美川西小学校（1978年美川小へ統合）[15]
- 浜田市立長見小学校（1992年浜田市立石見小学校の一部・細谷小と統合し浜田市立三階小学校へ）[17]
- 浜田市立細谷小学校（1992年石見小の一部・長見小と統合し三階小へ）[17]
- 浜田市立今福小学校〈旧〉（2006年統合により浜田市立今福小学校〈新〉へ）[18]
- 浜田市立美又小学校（同上）[18]
- 浜田市立久佐小学校（同上）[18]
- 浜田市立小国小学校（1967年浜田市立波佐小学校〈当時：金城町立〉へ統合され小国分校となり、1985年再独立[19]、2006年浜田市立雲城小学校へ統合[20]）
- 浜田市立都川小学校（2007年今市小へ統合）[21]
- 浜田市立宇野小学校（2010年上府小へ統合）[22]
- 浜田市立後野小学校（2013年石見小へ統合）[23]
- 浜田市立佐野小学校（2013年三階小へ統合）[23]
- 浜田市立木田小学校（2013年今市小へ統合）[21]
- 浜田市立井野小学校（2013年浜田市立三隅小学校へ統合）[24]
- 浜田市立井野小学校室谷分校（同上）[24]
- 浜田市立和田小学校（2014年今市小へ統合）[21]
- 浜田市立市木小学校（同上）[21]
- 浜田市立上府小学校（2015年浜田市立国府小学校へ統合[25]）
- 浜田市立有福小学校（同上[25]）
- 浜田市立今市小学校（2016年浜田市立旭小学校新設のため廃校）[26]
- 浜田市立雲雀丘小学校（2024年浜田市立原井小学校へ統合）[27]
- 今市村立今市小学校丸原分教場（1950年10月1日）[21]
- 和田村立和田小学校和田分校（1956年1月8日）
- 三隅町立河内小学校（1958年三隅小へ統合）[24]
- 三隅町立井野小学校小原分校（1966年）[16]
- 三隅町立下古和小学校（1968年三隅小へ統合）[24]
- 三隅町立矢原小学校（同上）[24]
- 三隅町立芦谷小学校（1974年井野小へ統合）[16]
- 三隅町立三保小学校（1997年三隅小へ統合）[24]
- 三隅町立白砂小学校（同上）[24]
- 三隅町立三隅南小学校（同上）[24]
- 国府町立国分小学校（1960年下府小と統合し国府小へ）[28]
- 国府町立下府小学校（1960年国分小と統合し国府小へ）[28]
- 国府町立久代小学校（1967年国府小へ統合）[28]
- 旭町立今市小学校坂本分校（1970年）[21]
- 旭町立東小学校（1980年都川小と市木小へ分割統合）
- 金城町立波佐小学校若生分校（1976年）[19]
- 弥栄村立安城小学校東分校（1969年）[29]
- 弥栄村立安城小学校西分校（1974年）[29]
- 弥栄村立杵束小学校田野原分校（1980年）[29]
- 弥栄村立安城小学校（2002年杵束小と統合し浜田市立弥栄小学校〈当時：弥栄村立〉へ）[29]
- 弥栄村立杵束小学校（2002年安城小と統合し弥栄小へ）[29]

### 出雲市
- 出雲市立荒茅小学校（1958年統合により出雲市立長浜小学校へ）[30]
- 出雲市立西園小学校（同上）[30]
- 出雲市立外園小学校（同上）[30]
- 出雲市立朝山小学校見々久分校（1963年）[31]
- 出雲市立古志小学校（1968年統合により出雲市立神戸川小学校へ）[32]
- 出雲市立布智小学校（同上）[32]
- 出雲市立神門小学校（同上）[32]
- 出雲市立鰐淵小学校猪目分校（2011年休校、2012年廃校）[33]
- 出雲市立鵜鷺小学校（2015年出雲市立大社小学校へ統合）[34]
- 出雲市立日御碕小学校（同上）[34]
- 出雲市立久多美小学校（2016年佐香小と統合し出雲市立さくら小学校へ）[35]☆さくら小の校舎・校地は、旧久多美小のものを引き継いでいる。
- 出雲市立佐香小学校（2016年久多美小と統合しさくら小へ）[35]
- 出雲市立岐久小学校（2017年田儀小と統合し出雲市立多伎小学校へ）[36]
- 出雲市立田儀小学校（2017年岐久小と統合し多伎小へ）[36]
- 出雲市立朝山小学校（2019年乙立小と統合し出雲市立みなみ小学校へ）[37]
- 出雲市立乙立小学校（2019年朝山小と統合しみなみ小へ）[37]
- 出雲市立塩津小学校（2019年出雲市立北浜小学校へ統合）[38]
- 出雲市立檜山小学校（2021年東小と統合し出雲市立朝陽小学校へ）[39]
- 出雲市立東小学校（2021年檜山小と統合し朝陽小へ）[39]
- 出雲市立国富小学校（2025年統合により出雲市立旅伏小学校へ) [40]
- 出雲市立西田小学校（同上）[40]
- 出雲市立鰐淵小学校（同上）[40]
- 出雲市立北浜小学校（同上）[40]
- 出雲市立窪田小学校〈2代目〉（2025年出雲市立須佐小学校へ統合）[41]
- 多伎町立久村小学校（1963年小田小と統合し岐久小へ）[36]
- 多伎町立小田小学校（1963年久村小と統合し岐久小へ）[36]
- 佐田町立八幡原小学校（1965年窪田小〈初代〉へ統合）[42]
- 佐田町立東須佐小学校朝原分校（1968年）[43]
- 佐田町立窪田小学校〈初代〉（1975年橋波小と統合し窪田小〈2代目〉へ）[42]
- 佐田町立橋波小学校（1975年窪田小〈初代〉と統合し窪田小〈2代目〉へ）[42]
- 佐田町立東須佐小学校（1984年西須佐小と統合し須佐小へ）[43]
- 佐田町立西須佐小学校（1984年東須佐小と統合し須佐小へ）[43]
- 斐川町立直江小学校（1969年久木小と統合し出雲市立中部小学校〈当時：斐川町立〉へ）[44]
- 斐川町立久木小学校（1969年直江小と統合し中部小へ）[44]
- 斐川町立出西小学校（1970年統合により出雲市立西野小学校〈当時：斐川町立〉出西校舎となり、1972年9月完全統合）[45]
- 斐川町立阿宮小学校（1970年西野小阿宮校舎となり、1972年9月完全統合）[45]
- 斐川町立伊波野小学校（1970年西野小伊波野校舎となり、1972年9月完全統合）[45]
- 湖陵町立湖陵西小学校（1971年湖陵南小と統合し出雲市立湖陵小学校〈当時：湖陵町立〉へ）[46]
- 湖陵町立湖陵南小学校（1971年湖陵西小と統合し湖陵小へ）[46]

### 益田市
- 益田市立猪木谷小学校（1968年統合により益田市立西益田小学校へ）[47]
- 益田市立梅月小学校（同上）[47]
- 益田市立白岩小学校（同上）[47]
- 益田市立神田小学校（同上）[47]
- 益田市立豊田小学校（同上）[47]
- 益田市立吉田小学校多田分校（1970年）[48]
- 益田市立鎌手小学校高島分校（1975年）[49]
- 益田市立柏原小学校（2002年益田市立桂平小学校へ統合）[49]
- 益田市立中西小学校中垣内分校（2002年）[50]
- 益田市立馬谷小学校（2003年益田市立真砂小学校へ統合）[49]
- 益田市立澄川小学校（2006年益田市立匹見小学校へ統合）[51]
- 益田市立種小学校（2007年益田市立安田小学校へ統合）[52]
- 益田市立北仙道小学校（同上）[52]
- 益田市立飯浦小学校（2008年益田市立戸田小学校へ統合）[52]
- 益田市立二川小学校（2013年益田市立都茂小学校へ統合）[53]
- 益田市立美濃小学校（2014年益田市立中西小学校へ統合）[52]
- 益田市立中西小学校内田分校（2015年）[52]
- 益田市立道川小学校（2017年匹見小へ統合）[54]
- 匹見村立落合小学校（1952年匹見小へ統合）[51]
- 匹見村立澄川小学校谷口分校（1966年）[49]
- 匹見町立広見小学校（1971年匹見小へ統合）[51]
- 匹見町立匹見小学校七村分校（1973年）[51]
- 匹見町立匹見小学校矢尾分校（1973年）[51]
- 匹見町立下道川小学校（1974年統合により道川小へ）[49]
- 匹見町立元組小学校（同上）[49]
- 匹見町立赤谷小学校（同上）[49]
- 匹見町立広瀬小学校（1977年匹見小へ統合）[51]
- 匹見町立石谷小学校内石分校（1981年）
- 匹見町立石谷小学校（1989年澄川小へ統合）[55]
- 匹見町立三葛小学校（1999年匹見小へ統合）[51]
- 美都町立丸茂小学校（1962年都茂小へ統合）[49]
- 美都町立葛籠小学校（1973年都茂小へ統合）[49]
- （当時の自治体不明）東仙道小学校三谷分校（1962年）[49]
- （当時の自治体不明）東仙道小学校笹倉分校（1973年）[49]
- （当時の自治体不明）真砂小学校笹田原分校（1969年）[49]
- （当時の自治体不明）真砂小学校西長沢分校（1970年）[49]

### 大田市
- 大田市立山口小学校（1958年12月多根小と統合し大田市立北三瓶小学校へ）[56]
- 大田市立多根小学校（1958年12月山口小と統合し北三瓶小へ）[56]
- 大田市立水上小学校（1989年祖式小と統合し高山小〈初代〉へ）[57]
- 大田市立祖式小学校（1989年水上小と統合し高山小〈初代〉へ）[57]
- 大田市立大屋小学校（1992年久利小と統合し大田市立久屋小学校へ）[58]
- 大田市立久利小学校（1992年大屋小と統合し久屋小へ）[58]
- 大田市立波根小学校（1993年朝山小と統合し朝波小〈初代〉へ）[59]
- 大田市立朝山小学校（1993年波根小と統合し朝波小〈初代〉へ）[59]
- 大田市立北三瓶小学校佐津目分校（1996年）[56]☆校舎は一部改修の上、石見交通大田営業所佐津目車庫に転用。
- 大田市立大田小学校野城分校（2010年）[60]
- 大田市立温泉津小学校〈旧〉（2011年統合により大田市立温泉津小学校〈新〉へ）[61]
- 大田市立湯里小学校（同上）[61]
- 大田市立福波小学校（同上）[61]
- 大田市立井田小学校（同上）[61]
- 大田市立高山小学校〈初代〉（2012年大代小と統合し大田市立高山小学校〈2代目〉へ）[57]
- 大田市立大代小学校（2012年高山小〈初代〉と統合し高山小〈2代目〉へ）[57]
- 大田市立朝波小学校〈初代〉（2013年富山小と統合し大田市立朝波小学校〈2代目〉へ）[59]
- 大田市立富山小学校（2013年朝波小〈初代〉と統合し朝波小〈2代目〉へ）[59]
- 温泉津町立湯里小学校西田分校（廃校時期不詳）[注釈 1]
- 温泉津町立福波西小学校（1966年福波東小と統合し福波小へ）
- 温泉津町立福波東小学校（1966年福波西小と統合し福波小へ）
- 仁摩町立仁万小学校（1976年統合により大田市立仁摩小学校〈当時：仁摩町立〉へ）[63]
- 仁摩町立馬路小学校（同上）[63]
- 仁摩町立大国小学校（同上）[63]
- 仁摩町立宅野小学校（同上）[63]
- 大田市立池田小学校（2023年大田市立川合小学校へ統合）[64][65]

### 安来市
- 安来市立大塚小学校（1967年吉田小と統合し安来市立南小学校へ）[66]
- 安来市立吉田小学校（1967年大塚小と統合し南小へ）[66]
- 広瀬町立菅原小学校（1965年安来市立広瀬小学校〈当時：広瀬町立〉へ統合）[67]
- 広瀬町立下山佐小学校（1971年広瀬小へ統合）[67]
- 広瀬町立東比田小学校（2004年西比田小と統合し安来市立比田小学校〈当時：広瀬町立〉へ）[68]
- 広瀬町立西比田小学校（2004年東比田小と統合し比田小へ）[68]
- 広瀬町立上山佐小学校（2004年奥田原小と統合し安来市立山佐小学校〈当時：広瀬町立〉へ）[69]
- 広瀬町立奥田原小学校（2004年上山佐小と統合し山佐小へ）[69]
- 広瀬町立西谷小学校（2004年安来市立布部小学校〈当時：広瀬町立〉へ統合）[70]
- 広瀬町立宇波小学校（2004年広瀬小へ統合）[67]
- 伯太町立十年畑小学校（1971年小竹小と統合し安来市立赤屋小学校〈当時：伯太町立〉へ）[71]
- 伯太町立小竹小学校（1971年十年畑小と統合し赤屋小へ）[71]

### 江津市
- 江津市立二宮小学校（1959年都野津小と統合し江津市立津宮小学校へ）[72]
- 江津市立都野津小学校（1959年二宮小と統合し津宮小へ）[72]
- 江津市立郷田小学校金田分校（1959年）[73]
- 江津市立波子小学校（1965年敬川小と統合し江津市立川波小学校へ）[74]
- 江津市立敬川小学校（1965年波子小と統合し川波小へ）[74]
- 江津市立松川小学校（1972年統合により松平小へ）[75]
- 江津市立松川小学校上津井分校（同上）[76]
- 江津市立川平小学校（同上）[75]
- 江津市立嘉久志小学校（1971年和木小と統合し江津市立高角小学校へ）[77]
- 江津市立和木小学校（1971年嘉久志小と統合し高角小へ）[77]
- 江津市立跡市小学校清見分校（1978年）[78]
- 江津市立都治小学校（1980年統合により江津市立江津東小学校へ）[79]
- 江津市立浅利小学校（同上）[79]
- 江津市立黒松小学校（同上）[79]
- 江津市立波積小学校（同上）[79]
- 江津市立松平小学校（2011年江津市立郷田小学校へ統合）[73]
- 江津市立有福温泉小学校（2011年川波小へ統合）[74]
- 江津市立跡市小学校（2016年津宮小へ統合）[72]
- 桜江町立長谷小学校八戸分校
- 桜江町立谷住郷小学校入野分校（1970年6月30日）[80]
- 桜江町立川越小学校（2001年統合により江津市立桜江小学校〈当時：桜江町立〉へ）[81]
- 桜江町立谷住郷小学校（同上）[81]
- 桜江町立市山小学校（同上）[81]
- 桜江町立川戸小学校（同上）[81]
- 桜江町立長谷小学校（2004年桜江小へ統合）[81]

### 雲南市
- 雲南市立掛合小学校〈旧〉（2008年統合により雲南市立掛合小学校〈新〉へ）[82]
- 雲南市立多根小学校（同上）[82]
- 雲南市立松笠小学校（同上）[82]
- 雲南市立波多小学校（同上）[82]
- 雲南市立入間小学校（同上）[82]
- 雲南市立塩田小学校（2011年雲南市立大東小学校へ統合）[83]
- 雲南市立吉田小学校民谷分校（2012年）[84]
- 雲南市立久野小学校（2014年大東小へ統合）[83]
- 雲南市立温泉小学校（2014年雲南市立木次小学校へ統合）[85]
- 雲南市立飯石小学校（2016年雲南市立三刀屋小学校へ統合）[86]
- 三刀屋町立一宮小学校（1948年三刀屋小〈旧〉と統合し三刀屋小本校へ）[87]
- 三刀屋町立三刀屋小学校〈旧〉（1948年一宮小と統合し三刀屋小三刀屋分校となり、1949年廃止）[87]
- 三刀屋町立三刀屋小学校伊萱分校（1961年）[87]
- 三刀屋町立三刀屋小学校高窪分校（1969年）[87]
- 三刀屋町立鍋山小学校根波分校（1989年）[88]
- 掛合町立入間小学校穴見分校（1966年冬季分校となり、1970年12月廃校）[89]
- 吉田村立吉田小学校芦谷分校（1970年）[84]
- 吉田村立吉田小学校杉戸分校（1970年）[84]
- 大東町立春殖小学校畑鵯分校
- 大東町立春殖小学校（1981年幡屋小と統合し雲南市立西小学校〈当時：大東町立〉へ）[90]
- 大東町立幡屋小学校（1981年春殖小と統合し西小へ）[90]

## 郡部

### 仁多郡
- 奥出雲町立高田小学校（2016年奥出雲町立亀嵩小学校へ統合）[91]
- 奥出雲町立鳥上小学校（2024年奥出雲町立横田小学校へ統合）[92]
- 奥出雲町立八川小学校 (2025年奥出雲町立横田小学校へ統合)　[93]
- 奥出雲町立馬木小学校 (同上)
- 仁多町立阿井小学校内谷分校（1965年冬季分校となり、1979年廃校）[94]
- 横田町立八川小学校三森原分校（1964年）[95]

### 飯石郡
- 頓原町立頓原小学校長谷分校（1971年）[96]
- 頓原町立頓原小学校都加賀分校（1973年5月31日）[96]
- 飯南町立谷小学校（2005年[96]）
- 飯南町立来島小学校〈旧〉（2005年小田小と統合し飯南町立来島小学校〈新〉へ）[97]
- 飯南町立小田小学校（2005年来島小〈旧〉と統合し来島小〈新〉へ）[97]
- 赤来町立来島小学校川尻分校（1968年）[97]

### 邑智郡
- 川本町立川本小学校矢谷分校（1956年）[98]
- 川本町立川本小学校川内分校（1960年）[98]
- 川本町立川下小学校（1960年川本小因原分校と統合し川本西小へ）[98]
- 川本町立川本小学校因原分校（1960年川下小と統合し川本西小へ）[98]
- 川本町立三谷小学校（1971年川本小〈初代〉へ統合され三谷校となり、1974年廃校）[98]
- 川本町立川本小学校〈初代〉（2012年統合により川本町立川本小学校〈2代目〉へ）[99]
- 川本町立川本西小学校（同上）[99]
- 川本町立三原小学校（同上）[99]
- 邑智町立内田小学校（1969年地頭所小と統合し君谷小へ）
- 邑智町立地頭所小学校（1969年内田小と統合し君谷小へ）
- 邑智町立浜原小学校信喜分校（1995年）[100]
- 邑智町立粕淵小学校（2004年統合により美郷町立邑智小学校〈当時：邑智町立〉へ）[100]
- 邑智町立浜原小学校（同上）[100]
- 邑智町立君谷小学校（同上）[100]
- 邑智町立小松地小学校（同上）[100]
- 邑智町立吾郷小学校（同上）[100]
- 邑智町立沢谷小学校（同上）[100]
- 大和村立都賀行小学校（2004年統合により美郷町立大和小学校〈当時：大和村立〉へ）[101]
- 大和村立都賀小学校（同上）[101]
- 大和村立宮内小学校（同上）[101]
- 邑南町立日和小学校（2011年邑南町立矢上小学校へ統合）[100]
- 羽須美村立阿須那小学校宇都井分校[注釈 2]
- 羽須美村立阿須那小学校雪田分校
- 羽須美村立口羽小学校上田分校[注釈 3]
- 羽須美村立阿須那小学校戸河内分校（1974年）[100]
- 瑞穂町立瑞穂小学校久喜分校[注釈 4]
- 瑞穂町立出羽小学校（1965年邑南町立瑞穂小学校〈当時：瑞穂町立〉へ統合）[102]
- 石見町立中野小学校（1973年井原小と統合し邑南町立石見東小学校〈当時：石見町立〉へ）[注釈 5]
- 石見町立井原小学校（1973年中野小と統合し石見東小へ）

### 鹿足郡
- 津和野町立笹山小学校（1963年津和野町立津和野小学校へ統合）[103]
- 津和野町立小川小学校（1964年津和野小へ統合）[103]
- 津和野町立直地小学校（同上）[103]
- 津和野町立内美小学校（1969年）
- 津和野町立名賀小学校（2006年津和野小へ統合）[103]
- 津和野町立須川小学校（2011年津和野町立日原小学校へ統合）[104]
- 津和野町立畑迫小学校（2012年津和野小へ統合）[103]
- 津和野町立左鐙小学校（2016年日原小へ統合）[104]
- 日原町立須川小学校日浦分校（1974年）[105]
- 日原町立商人小学校（1976年日原小へ統合）[104]
- 日原町立柳小学校（1978年日原小へ統合）[104]
- 日原町立横道小学校（1990年[105]）
- 柿木村立柿木小学校〈旧〉（1967年統合により吉賀町立柿木小学校〈当時：柿木村立〉へ）[106]
- 柿木村立白谷小学校（同上）[106]
- 柿木村立椛谷小学校（同上）[106]
- 柿木村立木部谷小学校（1969年柿木小へ統合）[106]
- 柿木村立福川小学校（同上）[106]
- 六日市町立蓼野小学校（1969年吉賀町立朝倉小学校〈当時：六日市町立〉へ統合）[107]
- 六日市町立高尻小学校（1969年吉賀町立七日市小学校〈当時：六日市町立〉へ統合）[注釈 6]
- 六日市町立長瀬小学校（1987年）

### 隠岐郡
- 海士町立福井小学校〈旧〉（1983年統合により海士町立福井小学校〈新〉へ）[108]
- 海士町立御波小学校（同上）[108]
- 海士町立知々井小学校（同上）[108]
- 海士町立崎小学校（同上）[108]
- 西ノ島町立本郷小学校（1970年赤之江小と統合し浦郷小へ）
- 西ノ島町立赤之江小学校（1970年本郷小と統合し浦郷小へ）
- 西ノ島町立宇賀小学校（1972年別府小と統合し黒木小へ）
- 西ノ島町立別府小学校（1972年宇賀小と統合し黒木小へ）
- 西ノ島町立珍崎小学校（1986年浦郷小へ統合）
- 西ノ島町立三度小学校（同上）
- 西ノ島町立浦郷小学校（2011年統合により西ノ島町立西ノ島小学校へ）[109]
- 西ノ島町立美田小学校（同上）[109]
- 西ノ島町立黒木小学校（同上）[109]
- 知夫村立知夫小学校古海分校（1973年）[110]
- 隠岐の島町立今津小学校（2007年統合により隠岐の島町立磯小学校へ）[111]
- 隠岐の島町立加茂小学校（同上）[111]
- 隠岐の島町立下西小学校（同上）[111]
- 隠岐の島町立飯田小学校（2010年隠岐の島町立西郷小学校へ統合）[112]
- 隠岐の島町立大久小学校（同上）[112]
- 隠岐の島町立中村小学校（2010年布施小と統合し隠岐の島町立北小学校へ）[113]
- 隠岐の島町立布施小学校（2010年中村小と統合し北小へ）[113]
- 隠岐の島町立那久小学校（2010年隠岐の島町立都万小学校ヘ統合）[114]
- 西郷町立港南小学校（1954年西郷小岬分校から独立、1970年西郷小へ統合され港南分校となり、1974年廃校）[112]
- 西郷町立中條小学校上西分校（1970年）[115]
- 西郷町立中村小学校伊後分校（1973年）[116]
- 布施村立布施小学校飯美分校（1969年）[116]
- 都万村立都万小学校歌木分校（1970年）[114]
- 都万村立津戸小学校（1979年都万小へ統合）[114]
- 都万村立蛸木小学校（同上）[114]
- 都万村立那久小学校油井分校（同上）[116]
- 五箇村立五箇小学校福浦分校（1971年）[117]
- 五箇村立久見小学校（1986年隠岐の島町立五箇小学校〈当時：五箇村立〉へ統合）[117]